# Catherine Raisin
Catherine Alice Raisin (* 24. April 1855 in London, England; † 13. Juli 1945 in Cheltenham, England) war eine britische Geologin und Hochschullehrerin. Sie war die erste Frau in Großbritannien, die eine geologische Fakultät an einer Universität leitete. Sie war außerdem Leiterin der Botanikabteilung am Bedford College der University of London.

## Leben und Werk

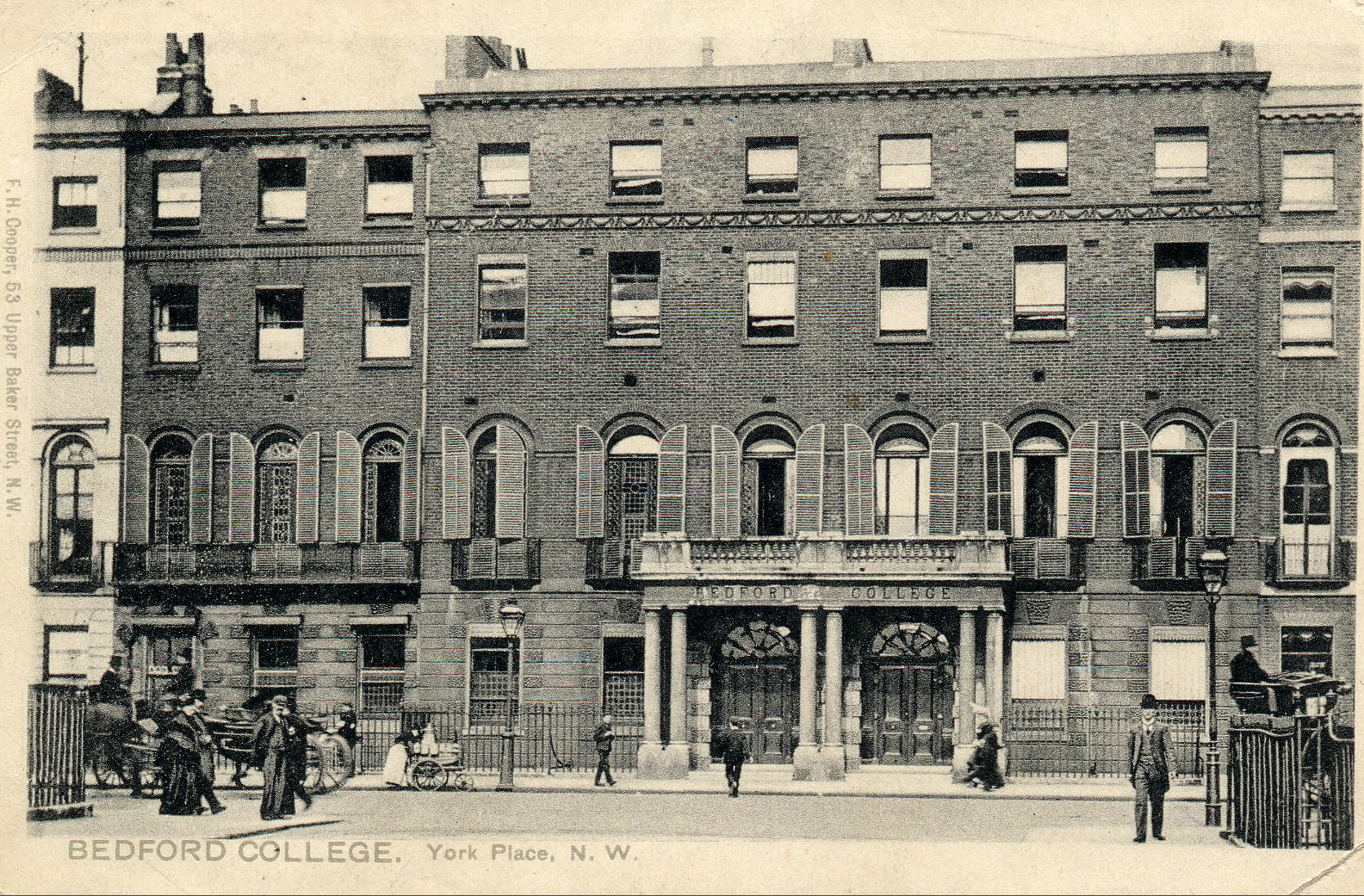
Bedford College in York, um 1908

Raisin war das jüngste Kind und die einzige Tochter von Daniel Francis Raisin und seiner Frau Sarah Catherine, geb. Woodgate. Sie besuchte die North London Collegiate School, an der sie auch bis 1875 unterrichtete. Am University College London studierte sie Botanik, Geologie und Mineralogie. Als 1878 die Abschlüsse an der University of London auch für Frauen zugänglich gemacht wurden, studierte sie als erste Frau Geologie bei Thomas George Bonney. 1883 erhielt sie von dem Zoologen Thomas Henry Huxley die Erlaubnis, an seinen Kursen an der Royal School of Mines teilzunehmen. Nachdem sie 1884 ihren Bachelor of Science-Abschluss mit Auszeichnung zweiter Klasse in Geologie und dritter Klasse in Zoologie erworben hatte, arbeitete sie am University College als Forschungsassistentin bei Bonney. Sie promovierte 1898 als zweite Geologin an der University of London. 1902 wurde sie zum Fellow des University College gewählt.
Nachdem sie von 1886 bis 1890 als Demonstratorin für Botanik am Bedford College for Women tätig gewesen war, trat sie die Nachfolge von Grenville Cole als Leiterin der Geologieabteilung an und wurde damit die erste Frau, die eine Geologieabteilung an einer britischen Universität leitete. Von 1891 bis 1908 war sie Leiterin der Abteilung für Botanik und von 1916 bis 1920 Leiterin der Abteilung für Geographie. 1898 wurde sie zur stellvertretenden Rektorin des Bedford College ernannt und war damit die erste Frau, die diese Position besetzte. Nach drei Jahren wurde ihr eine weitere Teilzeitstelle am University College London angeboten. Während dieser Zeit leitete sie weiterhin die Abteilungen Geologie und Botanik. 1907 beantragte sie die Aufteilung in zwei unabhängige Abteilungen und leitete mehr als dreißig Jahre lang nur die Abteilung für Geologie.

## Forschung

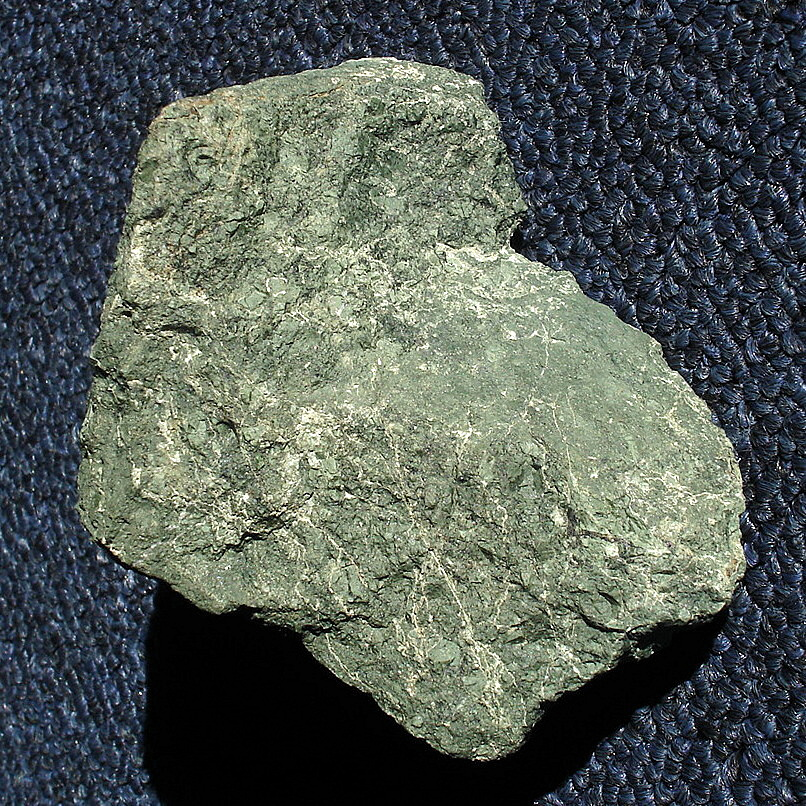
Serpentinit aus der Golden Gate National Recreational Area, San Francisco, Kalifornien

Raisin untersuchte Gesteine mittels Mikroskopie, Petrologie und Mineralogie. Zu diesen Themen veröffentlichte sie von 1887 bis 1905 24 Arbeiten, darunter auch gemeinsame Arbeiten mit Bonney. Sie studierte Hornstein, die Serpentingruppe und Spilit. 1887 wurde ihr erster Aufsatz von Bonney vor der Geological Society of London vorgelesen, da es Frauen damals nicht gestattet war, Vorträge zu halten. Sie untersuchte die mikrokristalline Bildung von Hornstein in der Jurazeit und veröffentlichte ihre Ergebnisse 1903 in Proceedings of the Geologists' Association.
Die Geological Society of London verlieh Raisin 1893 als erster Frau den Lyell Fund. Bonney nahm diese Auszeichnung für sie entgegen, da es Frauen damals nicht gestattet war, an Versammlungen der Gesellschaft teilzunehmen. Sie wurde 1906 Mitglied der Linnean Society of London und 1919, nachdem die Gesellschaft ihre Regeln geändert hatte, um Frauen zuzulassen, wurde sie im Alter von 64 Jahren auch Mitglied der Geological Society of London.
Sie gründete 1880 den Somerville Club als Diskussionsforum für Frauen, der bei seiner Eröffnung 1000 Mitglieder hatte. Sie fungierte als Ehrensekretärin und dann als Vorsitzende.
Raisin ging 1920 im Alter von 65 Jahren in den Ruhestand. Sie starb 1945 im Alter von 90 Jahren an den Folgen einer Krebserkrankung in Cheltenham und wurde am 17. Juli beigesetzt.

## Auszeichnungen
- Fellow of the Geological Society of London
- Fellow of the Linnean Society of London

## Veröffentlichungen (Auswahl)
- mit T. G. Bonney: IV. On The So-called Spilites of Jersey. Geological Magazine, V. 10, 1893, S. 59–64.
- V. The So-called Serpentines of The Lleyn. Geological Magazine, 1892, S. 408–413.
- On a Horneblende – Picrite From the Zmutthal (Canton Valais). Geological Magazine, V. 4.5, 1897, S. 202–205.
- Notes on the Geology of Perim Island. Geological Magazine, 1902, S. 206–210.
- mit T.G. Bonney: On Rocks and Minerals Collected by Mr. WM Conway in The Karakoram Himalayas.  Proceedings of the Royal Society of London, V. 1, 1894, S. 468–487.

" The Formation of Chart and its Micro-Structures in Some Jurassic Strata. Proceedings of the Geologists' Association, V. 18.2, 1903.